# Информационна система
Информационна система е комбинацията от информационни технологии и действията на хората, които ги прилагат за управлението на процеси, вземане на решения и др. с помощта на компютърни системи. Системата е предназначена за използване от организация или физическо лице и дава възможност за съхранение на бази данни, управление и обработка на цялата информация или на част от нея. Съществуват различни информационни системи: финансови, промишлени, географски, и други подобни. Като цяло информационните системи могат да бъдат разделени на такива, предназначени да извършват определена операция (обработка на трансакции, Transaction Processing) и на такива, които са предназначени за събиране на данни, необходими при вземането на решения (Decision Support).
Според това на какво ниво в организацията се ползват, информационните системи могат да бъдат разделени на четири нива, които от долу нагоре са:
- Системи за обработка на трансакциите – ползвани основно от оперативните работници. Това са всички системи, които се използват в ежедневната работа на дадена компания, било то географска информационна система, системи за CAD, графично оформление и онлайн публикуване, подпомагане на телефонни услуги или други.
- Управленски (или мениджърски) информационни системи – ползвани от оперативния мениджмънт. Примери са системите за управление на взаимоотношенията с клиентите (CRM), за планиране на ресурсите на предприятието (ERP) системите и за управление на съдържанието.
- Системи за подпомагане на решения – системи за подпомагане на колективното управление и взимане на решения. Подобни приложения са групуер системите.
- Директорски информационни системи – предоставят редовни отчети и информация за прогреса по работата в организацията.

## Компоненти
Една информационна система съдържа следните основни компоненти:
1. Хардуер: Терминът хардуер ни насочва към машинната част на информационната система. Тази категория включва самия компютър, който често се нарича централен процесор (CPU), и всички негови инструменти за поддръжка. Сред инструментите за поддръжка са входните и изходните устройства, устройствата за съхранение на информацията и комуникационните устройства.
2. Софтуер: Терминът софтуер ни насочва към компютърните програми и ръководствата (ако има такива), които ги поддържат. Комютърните програми са инструкциите, които могат да се четат от машината, и могат за управляват веригите в хардуерната част на системата по такъв начин, че да получава важна информация от данни. Програмите често се съхраняват на някаква входна/изходна среда, като например диск, преносим хард диск или флаш памет.
3. Данни: Данните са фактите, които се използват от програмите, за да получи важна информация, данните често се съхраняват под някаква форма, която може да бъде използвана по-късно от машината. Например диск, преносим хард диск или флаш памет.
4. Процедури: Процедурите са политиката, която следва компютърната система. Една аналогия, по която често се използва, за да покаже ролята на процедурите в системата, е „Процедурите за хората са като програмите за машината“.
5. Хора:Всяка система се нуждае от хора, ако иска да е полезна. Много често най-пренебрегнатата част от системата са хората, въпреки че те са тези, които играят най-важна роля в успеха или провала на информационната система. Това включва не само потребителите, но и тези, които поддържат и работят с компютрите.
6. Обратна връзка: Това е друг компонент от операционната система, който определя дали системата ще поддържа обратна връзка с потребителя. Тази част не е задължителна.

## Видове информационни системи
Класическият изглед на информационните системи изобразен в учебниците от 1980 г. представлява пирамида от системи, която изобразява йерархията на организацията. На дъното на пирамидата обикновено се намират системите за обработка на трансакциите, последвани от управленски (мениджърски) информационни системи, системи за подпомагане на решенията и най-отгоре директорски информационни системи. Въпреки че този модел на пирамида е все още полезен, с появата на нови технологии и категории информационни системи, това може да се промени. Тъй като някои от тях не могат да се вместят вече в модела.
Пример за такива системи са:
- Складовете за данни
- Планиране ресурсите на предприятие
- Система на предриятието
- Експертна система
- Търсачка
- Географска информационна система
- Глобално информационна система
- Офис автоматизация

Компютърно базирана информационна система е просто една информационна система, при която с помощта на компютри могат да се изпълняват дадени задачи. Основните части на информационната система базирана на компютър са:
- Хардуер – устройствата като монитор, процесор, принтер и клавиатура, и всички те работят заедно, за да приемат, обработят и покажат някакви данни или информация.
- Софтуер – програмите, които позволяват на хардуера да обработва данните.
- Бази от данни – съвкупност от файлове или таблици съдържащи сродни данни.
- Мрежи – системи, които позволяват свързване на различни компютри, за да може те да си разпредлят задачите.
- Процедури – командите за комбинирането на дадени по-горе компоненти, така че да могат да обработят информацията и да дадат желания отговор.

Първите четири компонента (хардуер, софтуер, бази от данни и мрежи) представляват т.нар. платформа на информационната технология. Служителите могат да използват тези компоненти, за да създадат информационни системи, които да се грижат за протоколите за сигурност и управлението на данните. Тези действия са известни още като услуги на информационните системи.

## Разработване на информационни системи
В по-големите организации обикновено ИТ отделите оказват голямо влияние върху разработването и използването на информационните системи. Съществува методология и серия от процеси, които се използват за създаването и внедряването на информационни системи. Много разработчици сега използват инженерни подходи, като например жизнения цикъл на системното разработване (SDLC), представляващ процедура по създаване на информационни системи, която преминава през няколко фази с определена последователност. Фазите включват:
- разпознаване на проблем и конкретизацията му
- събиране на информация
- изисквания към разработваната система
- изработване на модел на системата
- създаване на самата система
- внедряване на системата
- инспекция на системата и поддръжка[4]

Скорошни изследвания целят да дадат възможност за колективна разработка на информационни системи в дадена компания от всички служители както и оценяването на такива провеждащи се разработки. Информационни системи могат да бъдат разработвани вътрешно (за компанията) или чрез аутсорсинг, който да е частичен или пълен. По-специфично значение може да има географското разположение на разработващия отдел (офшоринг, глобална информационна система).
Компютърно базирана информационна система, по дефиницията на Лангефорс, е технологично имплементирана среда за запис, съхранение и разпространение на езикови изрази, както и за оценката на такива изрази.
Географските информационни системи, наземните информационни системи и информационните системи при бедствия са примери за нововъзникнали системи. В по – широк смисъл те могат да се възприемат като пространствени информационни системи.

## Диференциране на ИС от сродните дисциплини
Подобно на компютърните науки, други дисциплини могат да бъдат гледани както като свързани, така и като фундаментни дисциплини на ИС. Домейнът на изучаване на ИС включва изучаването на теории и практики, свързани със социалните и технологични явления, които определят развитието, употребата и ефектите на информационните системи в организацията и обществото. Но, докато може да има значително припокриване на дисциплините в границите, дисциплините все още са диференцирани от фокуса, целта и ориентацията на техните дейности.
В широк обхват, терминът Информационни Системи е научна област на обучение, която обхваща диапазона от стратегически, управленски и оперативни дейности, участващи в събирането, обработването, съхраняването, разпространението и използването на информация и свързаните с нея технологии в обществото и в организациите. Терминът информационни системи също е използван за да опише организационната функция, която прилага знанието на ИС в индустрията, правителствените агенции и организациите с нестопанска цел. Информационни Системи често се отнася до взаимодействието между алгоритмичните процеси и технологии. Това взаимодействие може да се случи във или извън организационните граници. Информационна система е технологията, която организацията използва, както и начинът, по който организациите взаимодействат с технологията и начинът, по който технологията работи с бизнес процесите на организацията. Информационните системи се различават от информационните технологии (ИТ) по това, че информационната система има информационно-технологичен компонент, който взаимодейства с компонентите на процесите.
Един проблем с този подход е, това че възпира областта на ИС от това да се интересуват от не-организационно използване на ICT, като например в социалните мрежи, компютърните игри, личното мобилно използване и т.н. Различен начин за диференциране на областта на ИС е съседите им да попитат, „Кои аспекти на реалността са най-значими в областта на ИС и в другите области?“ Този подход, базиран на философията, помага да бъдат дефинирани не само фокусът, целта и ориентацията, но и също така достойнстовото, съдбата и отговорността на областта спрямо другите области. Международен журнал на управление на информацията, 30, 13 – 20.

## Кариерно развитие в информационните системи
В информационните системи (ИС) има няколко различни работни сфери:
- Стратегия на ИС
- Мениджмънт на ИС
- Разработване на ИС
- Приложение на ИС
- Организация на ИС

В дисциплината Информационни системи има широка гама от пътища за развитие. „Служители със специализирано техническо познание и добри комуникационни умения имат най-добрата перспектива. Други служители с мениджърски умения и разбиране на добрите бизнес практики и принципи, също имат отлични възможности за развитие, тъй като фирмите все повече се обръщат към технологиите за увеличаване на доходите.“
Информационните системи са важни за функционирането на съвременния бизнес и предлагат много възможности за професионална реализация. В тази сфера са включени служители на компании, които проектират и създават информационни системи, служителите, които ги въвеждат в експлоатация и отговорните за управлението на ИС. Търсенето на традиционните ИТ специалисти, като програмисти, бизнес анализатори, системни анализатори и дизайнери е значително. Съществуват много на брой, добре платени работни позиции в сферата на информационните системи. На челно място е мениджъра по информационни технологии (CIO).
ИТ мениджърът е главният отговорник за информационните системи. В повечето големи компании той/тя оперира заедно с изпълнителния директор, финансовия директор и други служители от високия мениджмънт. Следователно ИТ мениджърът участва активно в стратегическото планиране на компанията.

## Изследвания на Информационните системи
Изследванията на Информационните системи обикновено са интердисциплинарни, занимаващи се с изследване на въздействието на информационните системи върху поведението на лица, групи и организации. Хевнер (2004 г.) категоризира изследванията на информационните системи в две научни парадигми, включително поведенчески науки, които служат за развитие и проверерка на теории, които обясняват или предсказват човешкото или организационното поведение и дизайна на науката, което се простира в границите на човешките и организационни способности като създава нови и иновативни артефакти.
Салвадор Марч и Джералд Смит предлагат рамка за проучване на различните аспекти на информационните технологии, включително резултати от изследванията (изследователски изходи) и дейности, за да извършват тези изследвания (изследователски дейности). Те определят резултатите от научноизследователската дейност, както следва:
1. Конструкциите са понятия, които формират речника на домейна. Те представляват концептуализация, използвана за описание на проблемите вътре в домейна и за посочване на техните решения.
2. Моделът е набор от предложения или изявления, изразяващи отношения между конструкциите.
3. Методът, който е набор от стъпки (алгоритъм или насоки), използвани за изпълнение на задача. Методите се основават на набор от основните конструкции и представяне (модел) на решението.
4. Инстанциране е реализацията на артефакт в неговата среда.

Също изследователски дейности, включително:
1. Изграждане на артефакт за изпълнение на конкретна задача.
2. Оценяване на артефакта, за да се определи дали е постигнат напредък.
3. Ако е даден артефакт, чието изпълнение е оценено, е важно да се определи защо и как артефактът работи или не работи в неговата среда. Следователно артефактът подлежи на теоретизиране и оправдаване на теориите за ИТ артефакти.

Въпреки че информационните системи като дисциплина се развиват вече повече от 30 години, основният фокус или идентичност на ИС изследванията е все още обект на дебати сред учени. Има две основни виждания около този дебат: тесен оглед с акцент върху ИТ артефакт като основен предмет на ИС изследвания, както и по-широк поглед, който се фокусира върху взаимодействието между социалните и техническите аспекти на това, което е вградено в динамично променящия се контекст. Трети изглед призовава ИС учени да обръщат еднакво внимание както на ИТ артефактите, така и на техния контекст.
Тъй като изучаването на информационните системи е приложна област, практиците от индустрията очакват изследванията на информационните системи да генерират резултати, които са директно приложими на практика. Това не винаги се случва, тъй като изследователите често разглеждат поведенческите проблеми в много по-голяма дълбочина, отколкото практиците биха очаквали. Това може да представи резултатите от изследването на системите трудно за разбиране и може да доведе до критика.
Бизнес тенденцията в последните десет години е представена от значителното увеличаване на ролята на функцията на информационните системи (ISF), особено по отношение на корпоративната стратегия и подкрепящите операции. Тя става основен фактор за увеличаване на производителността и подпомага създаването на нова стойност. За да се изучават информационните системи сами по себе си, а не толкови техните ефекти, се използват модели на информационни системи като EATPUT.
Международният орган за изследване на информационните системи, Асоциацията за информационни системи (АИС) и Подкомисията от Старши Учени за дневниците (23 април 2007), предложиха „кошница“ от журнали, които АИС счита като „отлични“ и номинира: Management Information Systems Quarterly (MISQ), Information Systems Research (ISR), Journal of the Association for Information Systems (JAIS), Journal of Management Information Systems (JMIS), European Journal of Information Systems (EJIS), и Information Systems Journal (ISJ).
Редица от официалните годишни конференции за информационни системи се провеждат в различни части на света, повечето от които са оценявани от профессионален екип. AIS директно управлява Международната конференция за информационни системи (ICIS) и Американската конференция за информационни системи (AMCIS), докато свързаните с AIS конференции включват Азиатско-тихоокеанската конференция за информационни системи (PACIS), Европейската конференция за информационни системи (ECIS), Средиземноморската конференция за информационни системи (MCIS), Международната конференция за управление на информационните ресурси (Conf-IRM) и Уханската Международна Конференция за E-Business (WHICEB). AIS конференциите включват Австралийската конференция за информационни системи (ACIS), Научната Конференция за информационни системи в Скандинавия (Ирис), Международната конференция за информационни системи]] (ISICO), Конференцията на италианския офис на AIS (itAIS), годишната Среднозападна AIS Конференция (MWAIS) и годишната Конференция на Южната AIS (SAIS).